# Tadeusz Kiełpiński (siatkarz)
Tadeusz Kiełpiński (ur. 9 października 1937, zm. 29 maja 1973) – polski siatkarz. Medalista mistrzostw Polski. Reprezentant Polski.

## Kariera sportowa
Jako zawodnik Górnika Katowice zdobył brązowy medal mistrzostw Polski w 1959 oraz wicemistrzostwo Polski w 1960 i 1961. W sezonie 1961/1962 został mistrzem Polski z zespołem Legii Warszawa. Po jednym sezonie spędzonym w Warszawie przeniósł się do Gwardii Wrocław, z którą zdobył wicemistrzostwo Polski w 1964 oraz brązowy medal mistrzostw Polski w 1965 i 1966.
W reprezentacji Polski seniorów debiutował 30 maja 1959 w towarzyskim spotkaniu z Bułgarią. Wystąpił m.in. na mistrzostwach świata w 1962 (6. miejsce) i 1966 (6. miejsce), mistrzostwach Europy w 1963 (6. miejsce) oraz Pucharze Świata w 1965 (2. miejsce). Ostatni raz wystąpił w biało-czerwonych barwach 11 września 1966 w meczu mistrzostw świata z ZSRR. Łącznie w reprezentacji wystąpił w 120 spotkaniach, w tym 103 oficjalnych.
Wiosną 1973 został ciężko ranny w wypadku samochodowym i nie odzyskawszy przytomności zmarł po trzech miesiącach.
Został pochowany na Cmentarzu Osobowickim we Wrocławiu.